# Trucco (Ventimiglia)
Trucco is een plaats (frazione) in de Italiaanse gemeente Ventimiglia.